# Eoophyla metallosticha
Eoophyla metallosticha is een vlinder uit de familie van de grasmotten (Crambidae), uit de onderfamilie van de Acentropinae. De wetenschappelijke naam van deze soort is voor het eerst gepubliceerd in 1939 door Alfred Jefferis Turner.
De soort komt voor in Australië (Queensland).